# Matthew Perry (actor)
Matthew Langford Perry (Williamstown, 19 d'agost de 1969 - Los Angeles, 28 d'octubre de 2023) fou un actor estatunidenco-canadenc conegut mundialment pel seu paper de Chandler Bing en la sèrie de televisió Friends, rol que li féu guanyar un Premi del Sindicat d'Actors de Cinema (en anglès SAG Awards) el 2007.
Va ser cocreador, coescriptor, productor executiu i protagonista de la sitcom del canal estatunidenc ABC, Mr. Sunshine, que es va estrenar el 9 de febrer de 2011. Tornà l'any següent a l'univers televisiu com a Ryan King, un comentarista esportiu a la sèrie còmica, Go On. Perry també va cocrear i la sèrie de CBS The Odd Couple de la qual també va ser protagonista, i durà fins al 2017.
El 2022 va publicar una autobiografiaː Friends, Lovers and the Big Terrible Thing.

## Biografia
Matthew Perry va néixer a Williamstown, una ciutat molt petita de l'estat de Massachusetts, el 19 d'agost de 1969. El seu pare, John Bennett Perry, nascut el 1941 era un actor conegut sobretot pels nombrosos anuncis de publicitat en els quals ha aparegut, sobretot per Old Spice. Ha aparegut en un episodi de Friends com a pare de Joshua, l'amic de Rachel. Interpreta igualment el paper del seu pare en Enamorament sobtat i conseqüències i retroba el seu fill a The Beginning of Wisdom. La seva mare, Suzanne Morrison (nascuda Langford) és una periodista canadenca que va exercir d'agregada de premsa per a Pierre Elliott Trudeau, Primer ministre del Canadà entre 1970 i 1980.
Els seus pares se separaren quan era molt jove, abans del seu primer aniversari. Sa mare se l'endugué a Ottawa, al Canadà i es casà amb Keith Morrison, un presentador de telenotícies del canal NBC. Amb el seu marit, Suzanne tingué més fills i així Matthew era germanastre de Caitlin (nascuda el 1981), Emily (1985), Willy (1987), Magdalena (1989) i Marie.
El jove Matthew va fer els seus estudis a l'escola pública Rockcliffe Park, juntament amb el futur Primer Ministre canadenc Justin Trudeau, i també a l'Ashbury College, una escola privada d'Ottawa.
S'aficionà pel tennis, un esport en el qual destacava en els torneigs júniors. Ateny el 17è lloc en la classificació nacional en simples i la 3a en dobles. Esperava fer carrera, però algunes derrotes i problemes de droga l'empenyen a deixar la competició. Els estudis no són el seu fort tampoc i els abandona molt de pressa.
Als quinze anys, el 1984, se n'anà a viure amb el seu pare a Los Angeles, on va començar la seva carrera d'actor.

### Carrera
Després d'algunes aparicions en sèries de televisió, i mentre considerava reprendre els estudis per entrar a la Universitat de Califòrnia del Sud, fou localitzat per William Richert que li va proposar un paper en una pel·lícula treta de la seva novel·la. Va debutar doncs en el cinema el 1988 amb A night in the life of Jimmy Reardon amb River Phoenix. L'any següent, va rodar en una nova pel·lícula al costat de Tony Danza, She's out of control.
A la televisió va actuar en nombroses sèries com Boys will be boys, Sydney, Homefree i va fer algunes aparicions en Growing Pains, Beverly Hills 90210 i Dream on. Va participar igualment en alguns telefilms com el Combat de Patty Duke, remake d'una pel·lícula de Richard Brooks i El laberint dels sentiments.
En aquest context fou seleccionat per interpretar el paper de Chandler Bing, un dels sis protagonistes principals de la sèrie Friends des de 1994. Perry, que era aleshores el membre més jove del grup amb només 24 anys, va conèixer juntament amb els seus companys una fama mundial i així el 2002 cadascun dels sis intèrprets cobrava 1 milió de dòlars per episodi. La sèrie li va permetre d'assolir una nominació als premis Emmẙ el 2002 com a Outstanding Lead Actor in a Comedy Series.
El 2003, va realitzar un dels seus desafiaments, debutant al teatre a Londres a la peça de David Mamet, Sexual Perversity in Chicago on compartia l'escena amb Minnie Driver, Hank Azaria i Kelly Reilly. L'obra va batre tots els rècords de venda de bitllets. El 2008, Perry va protagonitzar la pel·lícula independent Birds of America. El 2009 va interpretar a "Un altre cop 17", el paper de Mike O'Donnel al costat de Zac Efron que havia fet els seus primers passos en la comèdia musical High School Musical.

### Vida privada

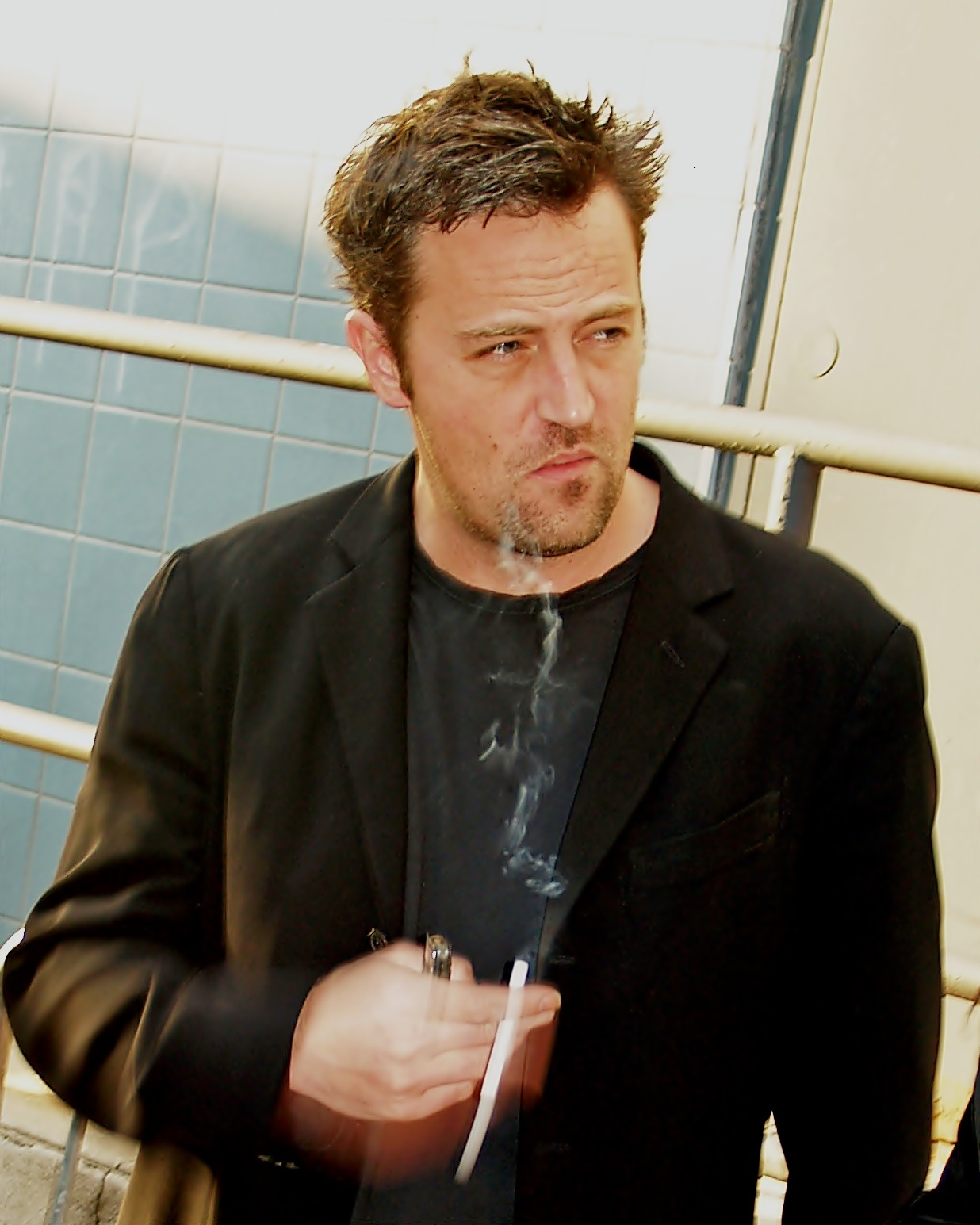
Matthew Perry el 2007

Matthew Perry vivia a Los Angeles. Se li coneixen un cert nombre de relacions amoroses, entre les quals l'antiga jugadora de tenis Jennifer Capriati o les actrius Julia Roberts, Clara Forlani, Kristin Davis, Meg Ryan i Piper Perabo. Quan Julia Roberts va aparèixer a Friends, estaven sortint junts.
Va fer una cura de desintoxicació el febrer de 2001 i va caldre dosificar el rodatge de la sèrie. La producció es va arreglar per rodar amb antelació les escenes on apareixia. A les imatges, es tradueix per bruscos canvis de pes d'un episodi a l'altre, en la 7a temporada sobretot, els seus avantbraços són sorprenentment prims.
A Matthew li agradava jugar a l'hoquei sobre gel el seu temps lliure, el seu equip favorit eren els Ottawa Senators.
Tenia la doble nacionalitat estatunidenco-canadenca.

### Mort
El 28 d'octubre de 2023, agents del Departament de Policia de Los Angeles van trobar Perry mort dins d'un jacuzzi a casa seva, i es va iniciar una investigació; tenia 54 anys. Fonts policials van declarar a TMZ que semblava que s'hagués ofegat, que no es van trobar drogues a l'escena ni cap evidència de violència.

## Filmografia

### Cinema
| Any  | Títol                                | Paper                   | Notes                            | Ref.          |
| ---- | ------------------------------------ | ----------------------- | -------------------------------- | ------------- |
| 1988 | A Night in the Life of Jimmy Reardon | Fred Roberts            | Acreditat com a Matthew L. Perry | [ 9 ]         |
| 1989 | She's Out of Control                 | Timothy                 | Acreditat com a Matthew L. Perry | [ 9 ]         |
| 1989 | Fat Man and Little Boy               | Bomb Technician         | Sense acreditar                  | [ 10 ]        |
| 1994 | Getting In                           | Randal Burns            | Directe a vídeo                  | [ 11 ]        |
| 1997 | Només els ximples s'enamoren         | Alex Whitman            |                                  | [ 9 ]         |
| 1998 | Almost Heroes                        | Leslie Edwards          |                                  | [ 9 ]         |
| 1999 | Three to Tango                       | Oscar Novak             |                                  | [ 9 ]         |
| 2000 | Falses aparences                     | Nicholas "Oz" Oseransky |                                  | [ 9 ]         |
| 2000 | The Kid                              | Mr. Vivian              | Cameo (sense acreditar)          | [ 12 ]        |
| 2002 | Serving Sara                         | Joe Tyler               |                                  | [ 9 ]         |
| 2004 | Més falses aparences                 | Nicholas "Oz" Oseransky |                                  | [ 9 ]         |
| 2007 | Numb                                 | Hudson Milbank          | També productor executiu         | [ 11 ] [ 13 ] |
| 2008 | Birds of America                     | Morrie                  |                                  | [ 11 ]        |
| 2009 | Un altre cop 17                      | Mike O'Donnell gran     |                                  | [ 9 ]         |

### Televisió
| Any       | Títol                           | Rol                                     | Rol                                                             | Notes         |
| --------- | ------------------------------- | --------------------------------------- | --------------------------------------------------------------- | ------------- |
| 1979      | 240-Robert                      | Arthur                                  | convidat, 1 episodi                                             | [ 14 ]        |
| 1983      | Not Necessarily the News        | Bob                                     | convidat, 1 episodi                                             | [ 10 ]        |
| 1985      | Charles in Charge               | Ed Stanley                              | convidat, 1 episodi                                             | [ 14 ]        |
| 1986      | Silver Spoons                   | Davey                                   | convidat, 1 episodi                                             | [ 14 ]        |
| 1987–1988 | Second Chance/Boys Will Be Boys | Chazz Russell                           | Protagonista, 21 episodis                                       | [ 15 ] [ 16 ] |
| 1988      | Just the Ten of Us              | Ed                                      | convidat, 1 episodi, acreditat com a Matthew L. Perry           | [ 10 ]        |
| 1988      | Highway to Heaven               | David Hastings                          | convidat, 2 episodis                                            | [ 10 ]        |
| 1989      | Empty Nest                      | Bill (als 18 anys)                      | convidat, 1 episodi                                             | [ 17 ]        |
| 1989      | Growing Pains                   | Sandy                                   | convidat, 3 episodis                                            | [ 11 ]        |
| 1990      | Sydney                          | Billy Kells                             | Protagonista, 13 episodis                                       | [ 11 ]        |
| 1990      | Who's the Boss?                 | Benjamin Dawson                         | convidat, 1 episodi                                             | [ 11 ]        |
| 1991      | Beverly Hills, 90210            | Roger Azarian                           | convidat, 1 episodi                                             | [ 11 ]        |
| 1992      | Sibs                            | Personatge anònim                       | convidat, 1 episodi                                             | [ 18 ]        |
| 1992      | Dream On                        | Alex                                    | convidat, 1 episodi                                             | [ 19 ]        |
| 1993      | Deadly Relations                | George Westerfield                      | Telefilm                                                        | [ 20 ]        |
| 1993      | Home Free                       | Matt Bailey                             | Protagonista, 13 episodis                                       | [ 11 ]        |
| 1994      | Parallel Lives                  | Willi Morrison                          | Telefilm                                                        | [ 21 ]        |
| 1994      | L.A.X. 2194                     | Blaine                                  | episodi pilot, no utilitzat                                     | [ 22 ]        |
| 1994–2004 | Friends                         | Chandler Bing                           | Protagonista,236 episodis                                       | [ 23 ]        |
| 1995      | The John Larroquette Show       | Steven                                  | convidat, 1 episodi                                             | [ 11 ]        |
| 1995      | Caroline in the City            | Chandler Bing                           | convidat 1 episodi                                              | [ 24 ]        |
| 1997      | Saturday Night Live             | Amfitrió                                | Episodi: "Matthew Perry/Oasis"                                  | [ 11 ]        |
| 2001      | The Simpsons                    | Veu del seu personatge de Matthew Perry | convidat, 1 episodi                                             | [ 11 ]        |
| 2002      | Ally McBeal                     | Advocat Todd Merrick                    | convidat, 2 episodis                                            | [ 25 ]        |
| 2003      | The West Wing                   | Joe Quincy                              | convidat, 3 episodis                                            | [ 11 ]        |
| 2004      | Scrubs                          | Murray Marks                            | convidat, 1 episodi                                             | [ 26 ] [ 27 ] |
| 2006      | The Ron Clark Story             | Ron Clark                               | Telefilm                                                        | [ 28 ]        |
| 2006–2007 | Studio 60 on the Sunset Strip   | Matt Albie                              | Protagonista, 21 episodis                                       | [ 11 ]        |
| 2011      | Childrens Hospital              | Ell mateix                              | Episodi: "The Black Doctor"                                     | [ 29 ]        |
| 2011      | Mr. Sunshine                    | Ben Donovan                             | Protagonista, 13 episodis, també productor executiu             | [ 11 ]        |
| 2012-2013 | The Good Wife                   | Mike Kresteva                           | Repartiment, 4 episodis                                         | [ 11 ]        |
| 2012-2013 | Go On                           | Ryan King                               | Protagonista, 22 episodis, també productor executiu             | [ 11 ]        |
| 2014      | Cougar Town                     | Sam                                     | convidat, 1 episodi                                             | [ 11 ]        |
| 2014      | Playhouse Presents              | Persona carismàtica                     | convidat, 1 episodi                                             | [ 30 ]        |
| 2015      | Web Therapy                     | Tyler Bishop                            | convidat, 2 episodis                                            | [ 31 ]        |
| 2015-2017 | The Odd Couple                  | Oscar Madison                           | Protagonista, 38 episodis, també productor executiu i escriptor | [ 11 ]        |
| 2017      | The Good Fight                  | Mike Kresteva                           | convidat, 3 episodis                                            | [ 11 ]        |
| 2017      | The Kennedys After Camelot      | Ted Kennedy                             | minisèrie, 4 episodis també productor executiu i escriptor      | [ 32 ]        |
| 2021      | Friends: The Reunion            | Ell mateix                              | HBO Max special; també productor executiu                       |               |

### Teatre
| Any  | Títol                                       | Paper | Notes                                | Ref.   |
| ---- | ------------------------------------------- | ----- | ------------------------------------ | ------ |
| 2003 | Sexual Perversity in Chicago de David Mamet | Danny | Comedy Theatre, Londres              | [ 35 ] |
| 2016 | The End of Longing de Matthew Perry         | Jack  | Playhouse Theatre, Londres           | [ 36 ] |
| 2017 | The End of Longing de Matthew Perry         | Jack  | Lucille Lortel Theater, off-Broadway | [ 36 ] |